# قشلاق اسماعیل‌خان محمد ایزدی
قشلاق اسماعیل‌خان محمد ایزدی یک روستا در ایران است که در استان اردبیل واقع شده‌است. قشلاق اسماعیل‌خان محمد ایزدی ۶۰ نفر جمعیت دارد.